# 山田裕司
山田 裕司（やまだ ゆうじ、1985年7月9日 - ）は、石川県小松市出身の元プロ野球選手（投手）。

## 来歴・人物

### プロ入り前
小学校3年生の時に野球を始める。当初は捕手と投手を兼任していた。
小松市立高時代は甲子園出場は無かったものの、2年秋の石川県大会では優勝し、北信越大会でベスト8。ドラフト会議前は11球団から調査書が届くなど、プロからの評価が非常に高かった（野手としても評価する球団もあった）。
2003年度のドラフト会議で、ヤクルトスワローズから2巡目で指名を受け入団。

### プロ入り後
1年目の2004年は一軍どころか二軍でも登板機会はなく体力作りのシーズンとなった。
2年目の2005年は春先に左膝半月板の手術に踏み切るなど、度重なる故障に悩まされた。このシーズンも二軍ですら登板機会はなかった。
2006年に二軍で初登板するも、成績を期待する段階では無く、3年目にして体力作りのシーズンとなった。秋にはフェニックスリーグにも参加しており、初の順調なシーズンとなった。この年の二軍での成績は6試合に登板し、0勝2敗0S、防御率は9.00であった。
2007年はファーム選手の混成チーム、フューチャーズに派遣され出場機会は増えていたものの、10月に球団から戦力外通告を受け引退。この年の成績は二軍で3試合に登板し、0勝0敗0S、防御率は4.91であった。

## 選手としての特徴
ストレートの最速は145km/h。変化球はシュートの評価が高かった。また投打とも高いセンスを持っていた。

## 詳細情報

### 年度別投手成績
- 一軍公式戦出場なし

### 背番号
- 56 （2004年 - 2007年）